# Þórarinn loftunga
Þórarinn loftunga (fl. XI secolo) è stato uno scaldo islandese vissuto nella prima metà dell'XI secolo.

## Biografia
Compose la Tøgdrápa su re Canuto I d'Inghilterra. Come il poema di Sigvatr Þórðarson dedicato allo stesso re, la Knútsdrápa, la Tøgdrápa è composta in forma metrica di tøglag (forse inventata alla corte di re Canuto). Secondo lo Skáldatal, Þórarinn fu anche poeta di corte di Sveinn Knútsson, figlio di Canuto, e di Ælfgifu di Northampton. In onore di Sveinn scrisse la Glælognskviða, la più antica testimonianza della santità di re Olaf (II) di Norvegia.

## Opere
1. Höfuðlausn. Due righe fanno riferimento a Canuto: Knútr verr grund sem gætir / Gríklands himinríki. ("Come Cristo col regno celeste, / Knútr difende il paese").[1]
2. Tøgdrápa. Otto stanze, molte delle quali vengono citate anche nella Óláfs saga helga, nella Helgisaga Óláfs konungs Haraldssonar e nella "Óláfs saga helga" di Heimskringla.
3. Glælognskviða. Dieci stanze citate ad esempio nella Óláfs saga helga e nella "Óláfs saga helga" di Heimskringla.